# Saridacma ilyopis
Saridacma ilyopis is een vlinder uit de familie van de Copromorphidae. De wetenschappelijke naam van de soort is voor het eerst geldig gepubliceerd in 1930 door Meyrick.